# Edmund Breon
Edmund Breon, född 12 december 1882 i Hamilton, Skottland, död 24 juni 1953, var en skotsk skådespelare.
Breon påbörjade sin karriär i Frankrike under 1900-talets första år där han medverkade i stumfilmer. Bland annat spelade han inspektör Juve i ett flertal mysteriefilmer på 1910-talet. Senare blev han karaktärs- och birollsskådespelare i brittisk och amerikansk film fram till 1952.

## Filmografi (i urval)
- 1930 – Nattens eskader
- 1934 – Röda nejlikan
- 1938 – En yankee i Oxford
- 1939 – Adjö, Mr. Chips
- 1944 – Gasljus
- 1944 – Casanova ordnar allt
- 1944 – Kvinnan i fönstret
- 1946 – Sherlock Holmes i fara
- 1947 – Kvinnan utan alibi
- 1947 – Alltid Amber
- 1949 – Glödande sand